# West Edmonton Mall

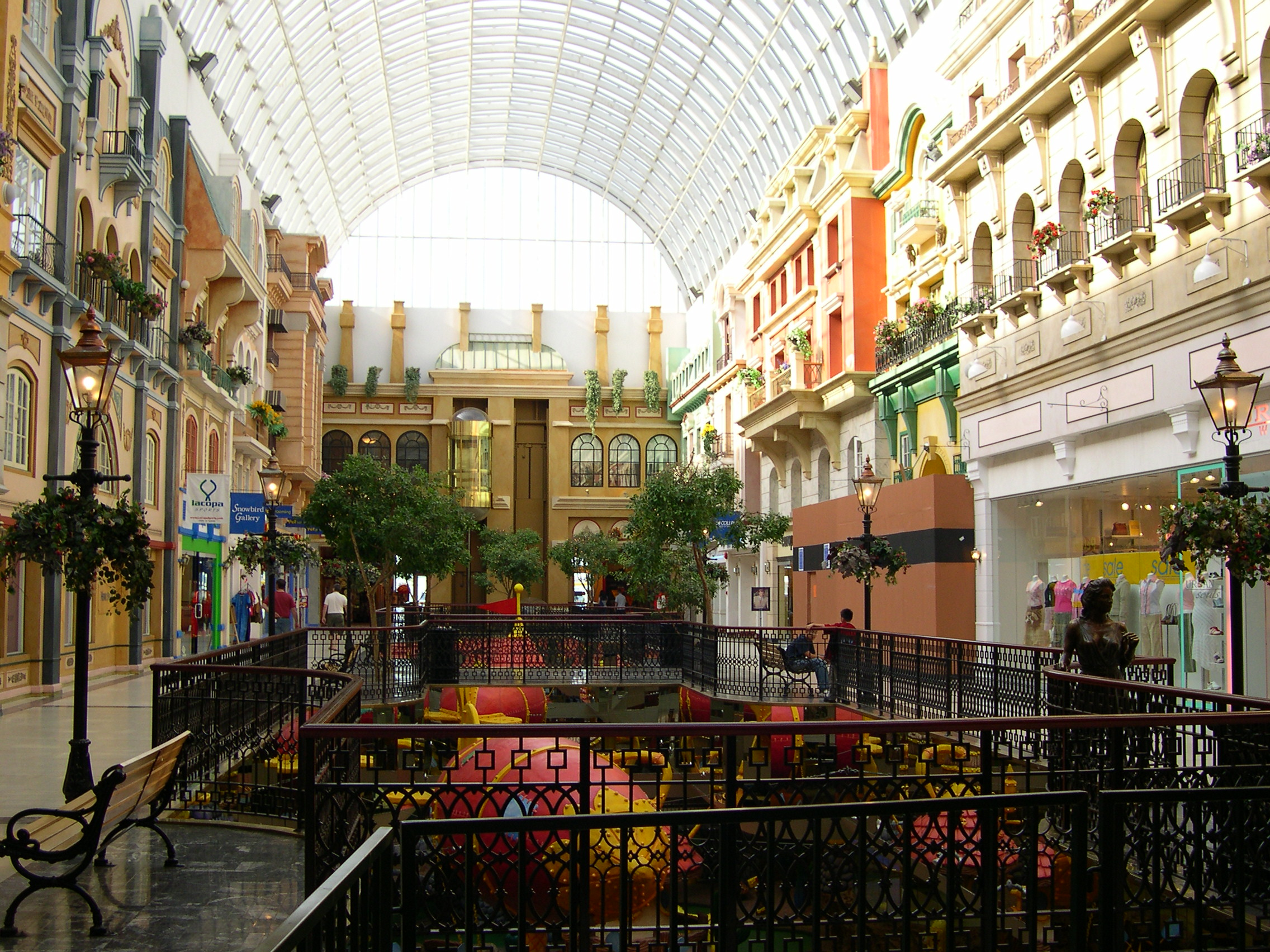
West Edmonton Mall

De West Edmonton Mall is een winkelcentrum in Edmonton, de hoofdstad van de Canadese provincie Alberta. Het is het grootste winkelcentrum in Noord-Amerika en tot 2004 was het de grootste in zijn soort in de wereld. De mall bevat meer dan 800 winkels en ruim honderd eetgelegenheden op een vloeroppervlak van zo'n 540.000 m² en heeft met een capaciteit van 20.000 parkeerplekken de grootste parkeerplaats ter wereld. Wanneer het Al Maktoum International Airport in Dubai (stad) volledig in gebruik is genomen, neemt deze de eerste plaats over met 100.000 parkeerplaatsen. Het complex is in handen van de Triple Five Group die ook het beheer uitvoeren.
Het winkelcentrum opende zijn deuren in 1981 (ruim 200 winkels) en is sindsdien enkele malen verder uitgebreid. Naast winkels kent de West Edmonton Mall ook een midgetgolfbaan, een bioscoop, een casino, hotels, een waterpark en het attractiepark Galaxyland. De totale bouwkosten voor het complex bedroegen ruim een miljard Canadese dollar.